# 贝专纳保护国
贝专纳保护国（英語：Bechuanaland Protectorate，BP），又译作贝专纳兰，舊譯伯楚阿那蘭，是英国在南部非洲建立的一个保护国，现在博茨瓦纳的前身。贝专纳建立于1885年3月31日，1966年9月30日被博茨瓦纳取代。

## 历史
贝专纳兰（Bechuanaland）的意思是贝专纳人的国家，最终一分为二。南部莫洛波河以南成为英属贝专纳兰，之后成为开普殖民地。1904年，贝专纳面积580,000 km2，人口120,776。1890年领土向北部扩张。

## 外部链接

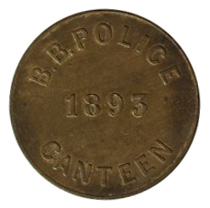
一个罕见的由贝专纳边防警察使用的食堂令牌